# Памятник-бюст И. В. Сталину (Мирный)
Памятник-бюст И. В. Сталину к 60-летию Победы — памятник Иосифу Виссарионовичу Сталину в виде бюста, установленный в городе Мирном Республики Саха (Якутия) в 2005 году к 60-й годовщине Победы в Великой Отечественной войне.

## История
В воскресенье, 8 мая 2005 года, в дни празднования 60-й годовщины Победы в якутском городе Мирный был отрыт памятник Иосифу Виссарионовичу Сталину. Установка памятника личности, о которой продолжаются жаркие споры не только среди историков, но и простых людей, не имела цели поссорить противоборствующие стороны. Задача этого мемориала заключается в признании потомков заслуг Сталина как Верховного Главнокомандующего, руководителя государства, которое одержало победу в Великой Отечественной войне.
Просьбы ветеранов Великой Отечественной войны, которые были поддержаны некоторыми трудовыми коллективами, молодёжными и общественными организациями Мирнинского района о возведении памятника И. В. Сталину были рассмотрены местным руководством. Окончательное положительное решение об установке мемориала было принято депутатами районного собрания Мирнинского улуса в начале апреля 2005 года. И уже через месяц памятник появился в городе Мирном.
В церемонии открытия памятника приняли участие глава Республики Саха (Якутия) Вячеслав Штыров, вице-президент АК «АЛРОСА» Иван Демьянов, руководство города Мирный, ветераны Великой Отечественной войны и труда, участники боевых действий. В торжественном митинге участвовало большое число горожан разных возрастов.
Открытие памятника Сталину вызвало широкий общественный резонанс, об этом событии писали и говорили многие федеральные СМИ. Дело в том, что в современной России и ранее устанавливались памятники Иосифу Виссарионовичу, но обычно в небольших населённых пунктах, на частных территориях. В этом же случае, появлению памятника во многом способствовало высшие руководство субъекта РФ. Это был первый памятник Сталину, воздвигнутый в XXI веке в Республике Саха, но после этого события были установлены монументы в Амге (2009 г.), Якутске (2013 г.), Нюрбе (2019 г.), Вилюйске (2019 г.) и др.

## Описание памятника
Памятник Сталину в городе Мирный — это бронзовый бюст на высоком постаменте работы скульптора Эдуарда Иннокентьевича Пахомова, уроженца якутского села Сунтар. На постаменте золотыми буквами написано: «Верховному Главнокомандующему Вооруженных сил СССР Генералиссимусу Иосифу Виссарионовичу Сталину от ветеранов Великой Отечественной войны и благодарных потомков 9 мая 2005».
Памятник установлен в центре города Мирный, рядом с Мемориальным комплексом «30-летие Победы».

## Галерея

Памятник осенью
Бюст в снегу
Общий вид памятника